# Jarosław Kurski
Jarosław Michał Kurski (ur. 18 lipca 1963 w Gdańsku) – polski dziennikarz i publicysta. W latach 2007–2023 zastępca redaktora naczelnego „Gazety Wyborczej”.

## Życiorys
Działał w harcerstwie, w latach 80. był instruktorem w Kręgu Instruktorów Harcerskich im. Andrzeja Małkowskiego, m.in. organizował Białą Służbę podczas podróży apostolskiej Jana Pawła II do Polski w 1987. W 1982 został absolwentem III Liceum Ogólnokształcącego im. Bohaterów Westerplatte w Gdańsku. Ukończył studia prawnicze na Wydziale Prawa i Administracji Uniwersytetu Mikołaja Kopernika w Toruniu.
W czasach PRL działał w opozycji demokratycznej. Należał do Ruchu Młodej Polski. W 1983 został zatrzymany, był przez ponad dwa miesiące aresztowany pod zarzutem rzekomej napaści na milicjanta. Publikował w czasopismach drugiego obiegu, m.in. w „Biuletynie Informacyjnym Solidarności”. Od 1988 był korespondentem hiszpańskiej agencji prasowej EFE, był związany z „Tygodnikiem Gdańskim”.
Od października 1989 do lipca 1990 zajmował stanowisko rzecznika prasowego Lecha Wałęsy. Funkcję tę przestał pełnić w trakcie tzw. wojny na górze. W 1991 opublikował krytyczną wobec Lecha Wałęsy książkę pod tytułem Wódz. Jej poszerzony przekład, zatytułowany Lech Wałęsa. Democrat or dictator?, został wydany w 1992 w Stanach Zjednoczonych.
W 1992 dołączył do zespołu redakcyjnego „Gazety Wyborczej”. Został publicystą działu opinii i wydania weekendowego. W styczniu 2007 objął stanowisko zastępcy redaktora naczelnego, a w czerwcu tego samego roku powołano go na pierwszego zastępcę. Faktycznie przejął kierowanie redakcją od Adama Michnika. Z funkcji tej zrezygnował z końcem grudnia 2023.
W latach 1994–1997 prowadził Rozmowy Jedynki w TVP, a w latach 2006–2007 poranne edycje w radiu Tok FM. Jest autorem kilku publikacji książkowych, m.in. biografii Jana Nowaka-Jeziorańskiego i Raymonda Arona. W 2022 opublikował książkę Dziady i dybuki, w której opisał historię swojej żydowskiej rodziny od strony matki. Został członkiem Stowarzyszenia Pracowników, Współpracowników i Przyjaciół Rozgłośni Polskiej Radia Wolna Europa Imienia Jana Nowaka-Jeziorańskiego w Warszawie.

## Odznaczenia
W 2013 otrzymał Legię Honorową V klasy, a w 2014, za wybitne zasługi w budowaniu niezależnej prasy w Polsce, za pielęgnowanie wartości, jakie legły u podstaw polskich przemian demokratycznych, za wkład w rozwój nowoczesnej publicystyki i przestrzeganie wysokich standardów w pracy dziennikarskiej, redakcyjnej i menadżerskiej, został odznaczony Krzyżem Oficerskim Orderu Odrodzenia Polski.

## Życie prywatne
Prawnuk Józefa Bernsteina vel Niemirowskiego i Anny z Sommersteinów, wnuk Tadeusza Modzelewskiego i Teodory (siostry Lewisa Bernsteina Namiera). Syn Witolda Kurskiego, pracownika naukowego specjalizującego się w budowie okrętów, oraz Anny Kurskiej, prawniczki i polityk. Starszy brat Jacka Kurskiego.

## Wybrane publikacje
- Jan Nowak Jeziorański. Emisariusz wolności, Bertelsmann Media, Warszawa 2005, ISBN 83-7391-994-5.
- Pokój z widokiem na historię. Biografia intelektualna Raymonda Arona, Sprawy Polityczne, Wołomin 2005, ISBN 83-921906-1-0.
- Wódz, PoMost, Warszawa 1991, ISBN 83-85219-04-8.
- Wódz. Mój przyczynek do biografii, Agora, Warszawa 2008, ISBN 83-921906-1-0.
- Dziady i dybuki, Agora, Warszawa 2022, ISBN 978-83-268-3997-9.